# Eriastrum abramsii
Eriastrum abramsii là một loài thực vật có hoa trong họ Polemoniaceae. Loài này được (Elmer) H.Mason mô tả khoa học đầu tiên năm 1945.